# Sphagnum campbellii
Sphagnum campbellii là một loài rêu trong họ Sphagnaceae. Loài này được Schimp. mô tả khoa học đầu tiên năm 1857.
Danh pháp khoa học của loài này chưa được làm sáng tỏ. 